# Іст-Пало-Альто
Іст-Пало-Альто (англ. East Palo Alto) — місто (англ. city) в США, в окрузі Сан-Матео штату Каліфорнія. Населення — 30 034 особи (2020).Входить до Кремнієвої долини.

## Географія
Іст-Пало-Альто розташований за координатами 37°28′4″ пн. ш. 122°7′57″ зх. д. / 37.46778° пн. ш. 122.13250° зх. д. (37.467780, -122.132550).  За даними Бюро перепису населення США в 2010 році місто мало площу 6,77 км², з яких 6,49 км² — суходіл та 0,28 км² — водойми.

## Демографія
Згідно з переписом 2010 року, у місті мешкало 28 155 осіб у 6940 домогосподарствах у складі 5279 родин. Густота населення становила 4161 особа/км².  Було 7819 помешкань (1156/км²).
Расовий склад населення:
| - 28,8 % — білих - 16,7 % — чорних або афроамериканців - 7,5 % — вихідців з тихоокеанських островів - 3,8 % — азіатів - 0,4 % — корінних американців - 38,0 % — осіб інших рас |

До двох чи більше рас належало 4,8 %. Частка іспаномовних становила 64,5 % від усіх жителів.
За віковим діапазоном населення розподілялося таким чином: 31,9 % — особи молодші 18 років, 62,2 % — особи у віці 18—64 років, 5,9 % — особи у віці 65 років та старші. Медіана віку мешканця становила 28,1 року. На 100 осіб жіночої статі у місті припадало 102,7 чоловіків;  на 100 жінок у віці від 18 років та старших — 102,5 чоловіків також старших 18 років.
Середній дохід на одне домашнє господарство  становив 71 012 долари США (медіана — 52 012), а середній дохід на одну сім'ю — 72 059 доларів (медіана — 51 685). Медіана доходів становила 33 903 долари для чоловіків та 31 580 доларів для жінок. За межею бідності перебувало 18,5 % осіб, у тому числі 23,3 % дітей у віці до 18 років та 12,6 % осіб у віці 65 років та старших.
Цивільне працевлаштоване населення становило 13 825 осіб. Основні галузі зайнятості: науковці, спеціалісти, менеджери — 20,9 %, освіта, охорона здоров'я та соціальна допомога — 19,7 %, мистецтво, розваги та відпочинок — 14,6 %, роздрібна торгівля — 12,1 %.